# یواس‌اس ابرندا (آی‌ایکس-۱۳۱)
یواس‌اس ابرندا (آی‌ایکس-۱۳۱) (به انگلیسی: USS Abarenda (IX-131)) یک کشتی بود که طول آن ۴۳۵ فوت (۱۳۳ متر) بود. این کشتی در سال ۱۹۱۶ ساخته شد.